# Palermo Boogie Gang
A Palermo Boogie Gang elsősorban Chicago bluest, zydecót, boogie-woogie-t játszó budapesti zenekar, amely a 90-es években bemutatta a hazai közönség számára az itthon még kevésbé ismert fekete blues különféle irányzatait. A zenekar klasszikus felállása: Fekete Jenő (gitár, ének), Szabó Tamás (szájharmonika, ének, washboard), Bacsa Gyula (zongora, akkordion, gitár), Kepes Róbert (basszusgitár), és Mezőfi István ’Fifi’ (dob).

## Története

### Kezdeti évek
A Palermo Boogie Ganget 1984-ben Hagyó Béla alapította. Hagyó a budapesti Képző- és Iparművészeti Szakközépiskolába járt, és itt ismerte meg Fekete Jenőt. Kettőjük barátságából született duó volt a későbbi Palermo Boogie Gang őse. Béla kezdetben csak szájharmonikán játszott és énekelt, majd néhány esztendő elteltével már one man band formában zenélt főleg Szentendrén és a pesti tereken. Később hol Sykora Tamással, hol Fekete Jenővel játszottak duóban. Miután Fekete Jenő megkezdte kötelező sorkatonai szolgálatát, Hagyó és Sykora Tamással ketten maradtak, majd kis idő elteltével kiegészült a duó Helyes Gábor zongorista-énekes személyével.
A zenekar névválasztása és bemutatkozása a zuglói Kassák Klubhoz köthető, ahol az akkor a Hobo Blues Bandben szájharmonikázó Bodonyi Attila 1983-ban megalapította az első hazai a blueskocsmát. A kéthetente megtartott klubesteken a HBB által képviselt rockos vonallal szemben leginkább akusztikus előadók mutatkoztak be. Színpadra lépett itt többek között Bacsek István, Hagyó Béla, Fekete Jenő, Szabó Tamás, Vas Zoltán, Vladár Károly, Tihanyi László, Bocskai István, Balogh Mihály.
Hagyó Béláék formációja egyik első fellépését a Kassák blueskocsmában adta. Mikor Hagyó előzetesen elment, hogy lekösse a koncertet az akkor még név nélküli duójának, a hely házigazdája, Bodonyi Attila megkérdezte, mi legyen a plakátra kiírva. A büfében a kávégép oldalára ragasztott matricák egyikén ez a felirat szerepelt: Milano Jazz Gang; ennek mintájára rögtönözte Hagyó a Palermo Boogie Gang nevet.
A kezdeti formáció elég laza volt, 1988-ig megfordult benne Bacsek István (szájharmonika), Fekete Jenő (gitár-ének), Szabó Tamás (szájharmonika, washboard), Helyes Gábor (zongora-ének), Gyenge Lajos (dob), Makó László (szaxofon), Vojnics Attila (szájharmonika, szaxofon), Dénes József „Dönci” (gitár), Juhász Sándor (dobok). Sykora Tamás (1962. 05. 29. – 2011. 09. 17.) személyes okokból 1987-ben Németországba költözött, majd a következő évtől Hagyó Béla is egyre több időt töltött Berlinben, 1988-ban végleg az NDK-ba költözött. Így a Palermo ideiglenesen megszűnt.

### A klasszikus felállás
1988-ban, Hagyó külföldre távozása után néhány hónappal a Palermo Boogie Gang nevet a Claptomán tagjai, Fekete Jenő (gitár, ének), Szabó Tamás (szájharmonika, ének, washboard), Kepes Róbert (basszusgitár), Bacsa Gyula (zongora, akkordion) és Vadász Péter (dobok) vitték tovább. Vadász Péter ekkor még általános iskolába járt, ezért nem tudott a zenekar állandó tagjává válni; a doboknál kezdetben a leggyakrabban Gyenge Lajos ült, őt a Bana Róbert, Süle Ferenc, Molnár Gábor hármas váltotta kisebb-nagyobb rendszerességgel. Végül 1989-ben Mezőfi „Fifi” István dobos csatlakozásával kialakult a zenekar klasszikus felállása.
Az együttes évekig kölcsönkapott felszerelésen, Vermona hangládákon, szedett-vedett erősítőkön, holmikon játszott. A banda összekovácsolódásában nagy szerepe volt törzshelyüknek, Budapest első ír stílusú kocsmájának, a Fregatt Pubnak, majd később a Kassai Sörözőnek. A zenekar tagjai kiterjedt kapcsolatokkal rendelkeztek az éjszakában mozgó ifjú képzőművészekkel, alternatív zenészekkel, írókkal. Mindenki a saját múltjából hozta a kapcsolatokat, így a szentendrei Vajda Lajos Stúdió képzőművészei által alapított A. E. Bizottság és a Tereskova zenekar épp úgy a baráti körhöz tartoztak, mint Greguss Sándor, Gerhes Gábor, Garaczi László és Tandori Dezső írók, Kádár Miklós és Gulyás Gyula, Király Tamás képzőművészek. Törzshelyüknek számított a Fiatal Művészek Klubja, a Fekete Lyuk, a Tilos az Á és a Blue Box.

### A zenekar felfutása
Hazánkban, a Palermo megalakulásáig nem volt különösebb tradíciója a színesbőrűek által játszott autentikus vagy Chicago-i, illetve west-coast bluesnak. Inkább a Hobo Blues Band által játszott British blues és fehér rock blues volt ismert és népszerű (Rolling Stones, Doors és Hendrix). Ezért a Palermót kezdeti éveikben részint az újszerűsége miatt nem tudták hova sorolni, hiszen az ő repertoárjukon fekete előadók szerzeményei, bluesai és boogie-woogie-jai szerepeltek. Gyakran játszottak alternatív fesztiválokon és klubokban (Fekete Lyuk, Látomás Klub, Tataya). Rendszeresen koncerteztek az F. Zámbó Happy Banddel, Wei-Wu-Wei-el, Boan-nal, Somával, vagy éppen a Pál Utcai Fiúkkal.
1988-1991 között rengeteg zenész fordul meg egy-egy koncertre a zenekarban. A teljesség igénye nélkül: Krunovszki Gábor (vibrafon), Takáts Tamás (ének), Lambek László (trombita), Molnár Tamás (szaxofon), Weszely Ernő (zongora), Vojnics Attila (szájharmonika), Kárpáti "Dodi" József (trombita), Gál Gábor (gitár), Eisinger Tibor (gitár), Ádám Kálmán (trombita), Kirschner Péter (gitár), Flór Gábor (szaxofon), Benkő Zsolt (gitár), Pribil György (gitár), Dániel Annah (ének). Volt olyan alkalom, amikor közel 15 ember játszott a színpadon.
1990-ben a Palermo Boogie Gang a Petőfi Csarnokban megtartott Weast Blues Fesztiválon adott koncertet. A háromnapos blues fesztivál, amelynek egyik szervezője a már az ős-Palermót is menedzselő Podlovics Péter volt, a blues műfaj első komolyabb magyarországi rendezvénye volt. A rákövetkező évek folyamatos koncertezéssel teltek a zenekar számára; akadt olyan esztendő, amikor több, mint háromszáz fellépést adtak. A határok megnyílásával rendszeres koncerteztek külföldön is (Ausztria, Németország, Horvátország, Szerbia, Görögország.)
A zenekar feloszlásáig a csapat közös koncerteket adott ismert zenészekkel és zenekarokkal: Ripoff Raskolnikov (A), Larry Garner (US), Big Jay McNeely (US), Chester Washington (US), Homesick Mac (Aka: Dragan Ruzic) (SRB, S), Pera Joe (SRB), a Raw Hide (YU), a Blues Wire (G) és Mojo Blues Band (A) zenekarok, Hary Wetternstein (A), Junior Wells (US),Franco Trisciuzzi Cruccas (I), Todor "Thoso" Todorovic (D), Champion Jack Dupree (USA), Magic Slim (USA), Louisiana Red (USA), Junior Wells (USA), Eb Davis (D), Carol Cass (USA), Ronald Abrams (NL), Christian Sandera (A), Michael Pewny (A), Jani Uhlenius (Fin), Orszáczky Jackie, Weszely Ernő, Zalatnay Sarolta. 1994-ben Fats Domino, 1995-ben B. B. King előzenekara voltak Budapesten, míg ugyanebben az évben Luther Allison előtt léptek fel a szomszédos Ausztriában.

## Lemezfelvételek
A zenekar már 1989-ben rögzített három dalt a Magyar Rádióban: Laza kapcsolat, Ítéletnapi blues, Mojo Working. Még ebben az évben készített közönség előtt egy 5 számos stúdió koncertfelvételt, ami nem került kiadásra. (Help Me, Do It If You Wanna, Sweet Little Angel, Talk to Your Daughter, Laza Kapcsolat.)
A Palermo Boogie Gang első, cím nélküli albuma 1991-ben jelent meg. A felvételekre a Honvéd Együttes stúdiójában került sor. Az eredeti koncepció szerint élő stúdiókoncertként készült volna, végül a tagok mégis a hagyományos felvétel mellett döntöttek. A lemezen közreműködött Makó László szaxofonon, Mákó Miklós trombitán és Kuncsner Mónika pozanon. A lemezen látható zenekari logó Gerhes Gábor munkája.
1992-ben kezdődtek meg a második, Red Hot Blues címen kiadott zenei anyag munkálatai. Szabó Tamás ötlete nyomán a felvételekre meghívták a Németországból hazatért Tabányi Mihály tangóharmonikást azzal a szándékkal, hogy elkészítsék az első hazai zydeco lemezt. A zenekar korábban is tett lépéket Louisiana francia-kreol zenei műfaja felé: ezek közé tartoztak például a magyar rádió által rögzített, Bob Cohennel (hegedű, ének – USA) adott koncertek. Végül azonban nemcsak zydeco, hanem blues dalok is kerültek az albumra. A tizenöt szám között hat saját kompozíció található. A lemezt az együttes menedzsere, Podlovics Péter által létrehozott Mafioso Records 1993-ban adta ki. Ugyan ebben az évben készítette a 3Sat német televíziós csatorna egy koncertfilmet az egyik Big Jay McNeely-vel közös koncertjükről, amit Európa szerte sugároztak.
Az 1994-ben elkészített Bottle Up And Go sokak szerint az egyik legjobb blues album, ami valaha megjelent Magyarországon. A vendégzenészek névsora lenyűgöző: Dorogi Barbara (ének), Ripoff Raskolnikov (hegedű, vokál), Gál Csaba ’Boogie’ (dobró gitár), Franco Trisciuzzi Toro Cruccas (gitár, ének), Bényei Tibor (tuba), Pribil György (gitár), Sipeki Zoltán (gitár) és Patyi Sándor (basszus). A When Her Mama And Her Papa And Her Elder Sister Have All Gone (1994.) című számhoz videoklip is készült, a dalt Szabó és Dorogi énekli, a prológusban Varga Livius látható.
A Színház- és Filmművészeti Főiskola musical-színész szakára 1993-ban felvételt nyert Dorogi Barbara, Gál ’Boogie’ Csaba Come On Over To My House című albumán is énekelt egy dalt, majd 1995-ben saját anyaggal (Night Time Is The Right Time) jelentkezett. Mindkét albumon közreműködött a Palermo szinte teljes legénysége.
1993 áprilisában a zenekar az amerikai Big Jay McNeely szaxofonossal lépett fel a budapesti Biliárd fél 10 klub kétéves fennállását ünneplő esten. Ekkor merült fel az ötlet McNeely-ben, hogy szívesen készítene lemezt a Palermóval. Az anyag Blues & Boogie in Budapest címmel 1994-ben készült el és magnókazettán jelent meg 1994-ben.
1996-ban jelent meg az Anniversary című album. Az összegző és korszakzáró anyag a blues széles spektrumát vonultatta föl. „Ezen az albumon derült ki egyértelműen, míg Fekete Jenő a Mississippi-vidéki és chicagói bluesban, a zenekar másik meghatározó egyénisége, Szabó Tamás inkább a poposabb és a New Orleans-i és louisianai stílusban mozog otthonosan” – írta Nemes Nagy Péter a lemezről megjelent ismertetőjében. A kiadvány, csakúgy, mint elődje, felkerült a Wolf Records katalógusába. Ezen a lemezen is számos vendég hallható, akik játékukkal egészítették ki a csapat által elképzelt hangképeket, mint pld: Nagy Szabolcs, Czomba Imre, Tarczali Jenő, Csányi István, Perger Gusztáv, Magyar Hajnal, Faith Ildikó.

## A zenekar feloszlása és az azt követő évek
1997. augusztus 17-én a Sziget Fesztiválon adott a zenekar koncertet. Ezután bejelentették a csapat feloszlását. A tagokat ekkor már különböző zenei elképzelések izgatták, ezért új formációkat alakítottak, vagy más, meglévő zenekarokba szálltak be: Fekete Jenő: Muddy Shoes zenekar és szoló karrier; Szabó Tamás: Taylor’s Clothes, Spo-Dee-O-Dee, The Mojo (Mojo Workings),Tim Lothar and the Traveling Blues Nights; Bacsa Gyula: Hiperkarma, Bulgária, Kis Tehén. Stoned, Ludditák; Mezőfi István: Muddy Shoes, Sid, The Mojo, BluesPot. Triton, Jambalaya; Kepes Róbert: Ferenczi György és a Herfli Davidson, Sonja és a Sápadtarcuak, Felkai Blues Jam).
2003-ban ismételten elkezdett játszani a csapat, 2005-ben 20 éves jubileumi koncertet adtak az A38 Hajón.
A zenekar 2007-ben, feloszlásának tizedik évfordulójára kiadta Parking Lot Blues című lemezét. Az egy sávon rögzített, kevés utómunkálatot tartalmazó koncertfelvételen a csapat régi barátja, Ripoff Raskolnikov, illetve az új generációból ifj. Szász Ferenc és Long Tall Sonny vendégeskedett egy-egy számban.
Ebben az időszakban a zenekar havi rendszerességgel adott koncerteket. A klasszikus felállás végét Kepes Róbert (1964. 05. 16.- 2011. 08. 11.) váratlan halála hozta el.
A zenekar utolsó fellépését az I. Veszprémi Blues Fesztiválon adta 2023-ban. Basszusgitáron Kepes Róbert egykori tanítványa, Varga László játszott.

## A zenekar hatása, elismerések
Az együttesnek a magyar blues-zenei életre gyakorolt hatása elvitathatatlan. A Palermo Boogie Gang meghonosította hazánkban a Chicago-bluest és megismertette a hazai közönséggel a zydeco-t. Számos mára ismertté vált zenész – például Benkő Zsolt, Takáts Tamás, Quimby, Pély Barna, Pribojszki Mátyás, Nagy Szabolcs, vagy az USA-ban is elismert Little G. Weevil (Szűcs Gábor) – általuk szeretett bele a műfajba.
1993-ban a zenekar megkapta az eMeRTon-díjat az év felfedezettje kategóriában.
A Bottle Up And Go című lemezt hallva Bruce Iglauer, az Alligator Records vezetője külön kiemelte a zenészek kiváló képességeit, az ízléses hangszerelést. A a Living Blues Magazine, világ vezető blues magazinja pedig a Fekete Jenő hangszerelte Special Rider Blues feldolgozását és a Robert’s Sunrise című szám kromatikus szájharmonika szólóját méltatta.

## Diszkográfia
- Palermo Boogie Gang (Honvéd Együttes, 1991. LP, MK)
- Red Hot Blues (Mafioso Records, 1993. CD, MK)
- Bottle Up And Go (Mafioso Records, 1994. CD, MK)
- Big Jay McNeely: Blues And Boogie In Budapest (Color Records, 1994, MK) Kalóz kiadvány.
- Anniversary (Mafioso Records, 1996, CD)
- Parking Lot Blues (MMM Records, 2007, CD)